# Chaptalização

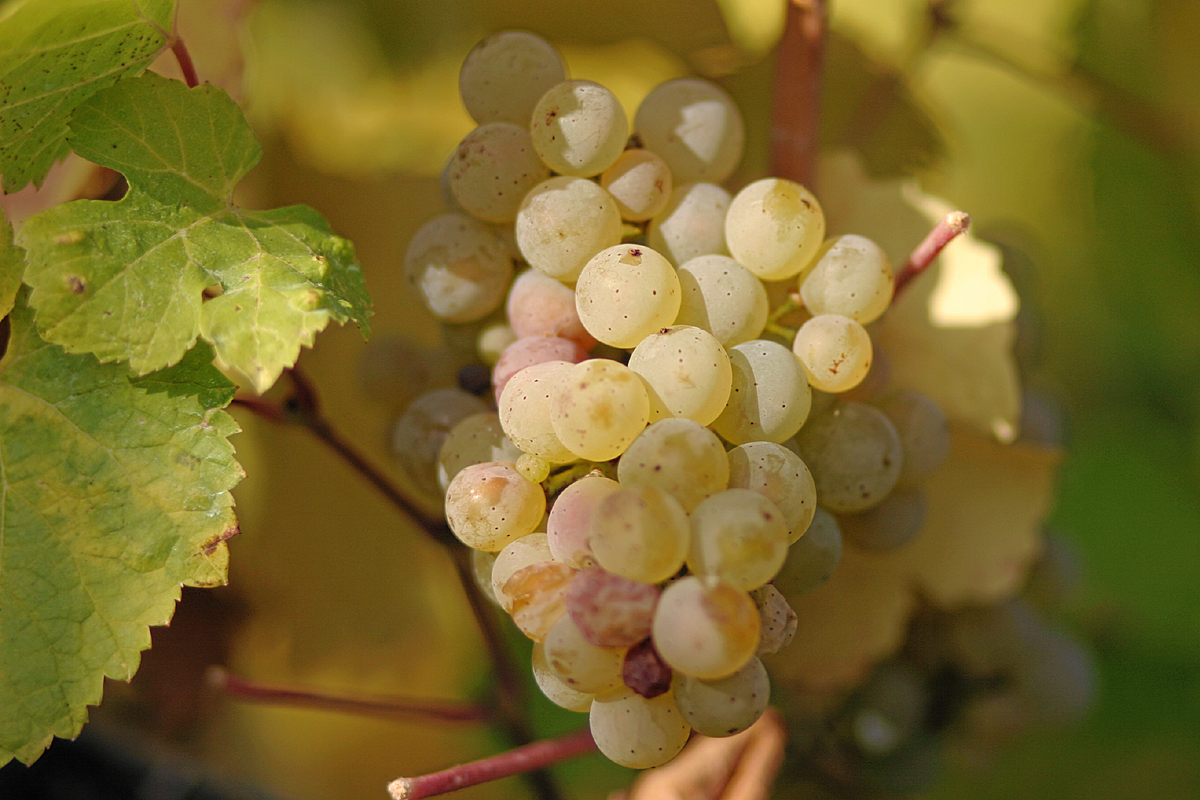
Na Alsácia, a chaptalização é frequentemente usada para aumentar o nível de álcool das uvas Riesling que não amadureceram totalmente na videira.

Chaptalização é o processo de adição de açúcar ao mosto de uva não fermentado para aumentar o teor alcoólico após a fermentação. O nome da técnica foi dado em homenagem ao seu desenvolvedor, o químico francês Jean-Antoine-Claude Chaptal. Esse processo não tem a intenção de tornar o vinho mais doce, mas sim de fornecer mais açúcar para a levedura fermentar em álcool.
A chaptalização gerou controvérsia e descontentamento no setor vinícola francês devido às vantagens que o processo parece oferecer aos produtores em áreas de clima ruim. Em resposta a manifestações violentas de manifestantes em 1907, o governo francês começou a regulamentar a quantidade de açúcar que pode ser adicionada ao vinho.
A chaptalização às vezes é chamada de enriquecimento, por exemplo, nos regulamentos de vinho da União Europeia que especificam a legalidade da prática na UE.
A legalidade da chaptalização varia de acordo com o país, a região e até mesmo o tipo de vinho. Em geral, ela é legal em regiões que produzem uvas com baixo teor de açúcar, como as regiões do norte da França, Alemanha e Estados Unidos. No entanto, a chaptalização é proibida na Argentina, Austrália, Califórnia, Itália, Portugal, Espanha e África do Sul. A Alemanha proíbe a prática para a fabricação de Prädikatswein.

## História
A técnica de adição de açúcar ao mosto de uva faz parte do processo de produção de vinho desde que os romanos adicionavam mel como agente adoçante. Embora não percebessem os componentes químicos, os vinicultores romanos eram capazes de identificar os benefícios da sensação adicional de corpo ou sensação na boca.
Embora o processo tenha sido associado há muito tempo ao vinho francês, a primeira menção registrada da adição de açúcar ao mosto na literatura francesa foi a edição de 1765 da L'Encyclopedie, que defendia o uso de açúcar para adoçar o vinho em vez da prática anteriormente aceita de usar acetato de chumbo. Em 1777, o químico francês Pierre Macquer descobriu que o benefício químico real da adição de açúcar ao mosto era o aumento do álcool para equilibrar a alta acidez das uvas pouco maduras, em vez de qualquer aumento percebido na doçura. Em 1801, enquanto estava a serviço de Napoleão, Jean-Antoine-Claude Chaptal começou a defender a técnica como um meio de fortalecer e preservar o vinho.
Na década de 1840, o setor vinícola alemão foi duramente atingido por um clima severo que criou dificuldades consideráveis para a colheita de uvas maduras nessa região fria. Um químico chamado Ludwig Gall sugeriu o método de Chaptal de adicionar açúcar ao mosto para ajudar os produtores de vinho a compensar os efeitos do clima desfavorável. Esse processo de Verbesserung (aprimoramento) ajudou a sustentar a produção de vinho na região do Mosel durante esse período difícil.
Na virada do século XX, o processo tornou-se controverso no setor vinícola francês, com os vinicultores do Languedoc protestando contra a produção de "vinhos artificiais" que inundaram o mercado de vinhos francês e reduziram os preços. Em junho de 1907, grandes manifestações eclodiram em toda a região de Languedoc, com mais de 900.000 manifestantes exigindo que o governo tomasse medidas para proteger seus meios de subsistência. Os tumultos na cidade de Narbonne levaram o primeiro-ministro Georges Clemenceau a enviar o exército francês para a cidade. O confronto que se seguiu resultou na morte de cinco manifestantes. No dia seguinte, simpatizantes do Languedoc queimaram a prefeitura de Perpignan. Em resposta aos protestos, o governo francês aumentou a tributação sobre o açúcar e aprovou leis que limitavam a quantidade de açúcar que poderia ser adicionada ao vinho.

## Variação de processos

Durante a fermentação, os componentes das moléculas de sacarose são convertidos em etanol.

Diferentes técnicas são empregadas para ajustar o nível de açúcar no mosto de uva. No processo normal de chaptalização, o açúcar de cana é o tipo mais comum de açúcar adicionado, embora alguns produtores de vinho prefiram açúcar de beterraba ou xarope de milho. Em muitas regiões vinícolas, o açúcar mascavo é um aditivo ilegal e, em regiões que não permitem a chaptalização, pode ser adicionado concentrado de uva. Depois que o açúcar é adicionado ao mosto, as enzimas naturais quebram as moléculas de sacarose do açúcar em glicose e frutose, que são fermentadas pela levedura e convertidas em álcool e dióxido de carbono.
Em regiões mais quentes, onde o amadurecimento excessivo é uma preocupação, é usado o processo oposto de reidratação (diluição com água) e acidificação. Esse processo é usado em jurisdições como as áreas da Califórnia, onde, se o mosto tiver excesso de açúcar para a fermentação normal, pode ser adicionada água para diminuir a concentração. Na acidificação, o ácido tartárico é adicionado ao mosto para compensar os altos níveis de açúcar e os baixos níveis de ácido encontrados naturalmente nas uvas maduras.
Na produção de champanhe, quantidades medidas de açúcar, vinho e, às vezes, conhaque é adicionado após a fermentação e antes do arrolhamento em um processo conhecido como dosagem. A chaptalização, por outro lado, envolve a adição de açúcar antes da fermentação. Os produtores de champanhe às vezes empregam a chaptalização em sua produção de vinho quando o vinho ainda está na forma de mosto.
Alguns jornalistas especializados em vinho afirmam que a chaptalização permite que os produtores de vinho sacrifiquem a qualidade em favor da quantidade, permitindo que as videiras produzam grandes quantidades de uvas que não amadureceram totalmente. Além disso, os produtores de vinho têm usado avanços tecnológicos, como a osmose reversa, para remover a água do suco de uva não fermentado, aumentando assim sua concentração de açúcar, mas diminuindo o volume de vinho produzido.

## Legalidade atual

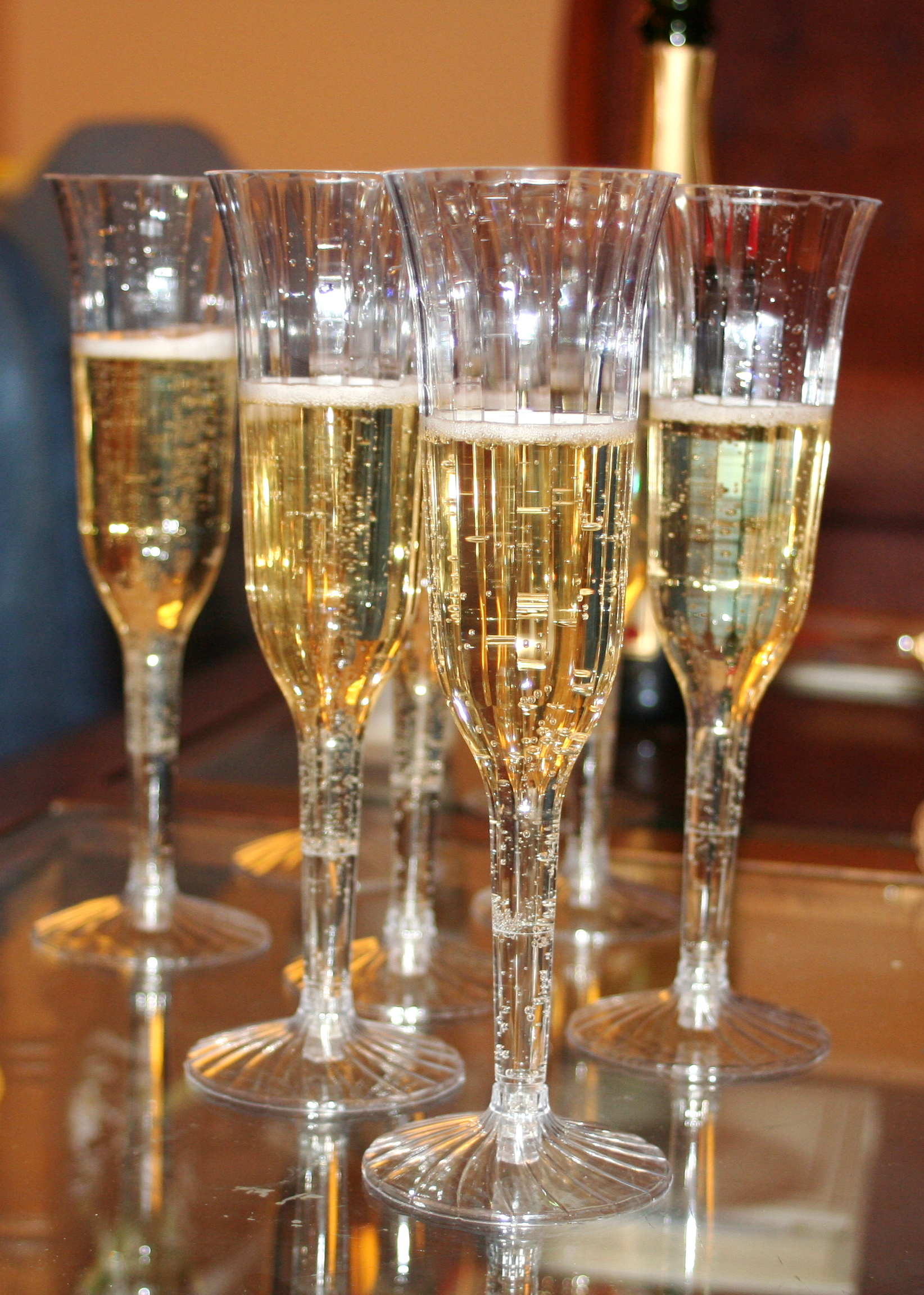
A chaptalização é padrão na produção de champanhe.

O controle da chaptalização é bastante rigoroso em muitos países e geralmente só é permitido em áreas mais ao norte, onde as uvas podem não amadurecer o suficiente. Na União Europeia, a quantidade de chaptalização permitida depende da zona de cultivo do vinho.
| Zonas vinícolas da UE | Aumento permitido                                                                          | Teor alcoólico máximo da chaptalização |
| --------------------- | ------------------------------------------------------------------------------------------ | -------------------------------------- |
| A                     | 3% (24 g/L)                                                                                | 11,5% (branco), 12% (tinto)            |
| B                     | 2% (16 g/L)                                                                                | 12% (branco), 12,5% (tinto)            |
| C                     | 1,5% (12 g/L) Zero na Itália, Grécia, Espanha, Portugal, Chipre e regiões do sul da França | 12,5% – 13,5% dependendo da região     |

A dispensa da adição de mais 0,5% de álcool pode ser concedida em anos em que as condições climáticas tenham sido excepcionalmente desfavoráveis. As regulamentações nacionais do vinho podem restringir ou proibir ainda mais a chaptalização para determinadas classes de vinho.
Em algumas regiões, como a Alemanha, as regulamentações do vinho determinam que os fabricantes de vinho devem rotular se os vinhos são ou não "naturais", ou seja, sem açúcar. Outras áreas, como a França, não têm essa exigência de rótulo.
Nos Estados Unidos, a lei federal permite a chaptalização ao produzir vinho de uva natural a partir de suco com baixo teor de açúcar. Isso permite a chaptalização em estados mais frios, como o Oregon, ou em estados como a Flórida, onde a uva nativa (Muscadine) tem naturalmente baixo teor de açúcar. No entanto, alguns estados ainda podem criar suas próprias regulamentações; a Califórnia, por exemplo, proíbe a chaptalização, embora os produtores de vinho da Califórnia possam adicionar concentrado de uva.

### Países e regiões
| Países e regiões onde a chaptalização é permitida - Brasil - Canadá - Chile - China - França: Alsace, Bordeaux, Borgonha, Champanhe - Alemanha para vinhos Tafelwein, Landwein, and Qualitätswein bestimmter Anbaugebiete (QbA) - Japão - Nova Zelândia - Suíça - Reino Unido - Estados Unidos: Long Island e Oregon | Países e regiões onde a chaptalização não é permitida - Austrália - Áustria - California - Alemanha para vinhos Prädikatswein - Itália - Portugal - Espanha - África do Sul |